# Шашка (приток Малого Кундыша)
Шашка — река в России, протекает по Советскому району Марий Эл. Устье реки находится в 60 км по правому берегу Малого Кундыша. Длина реки составляет 19 км, площадь водосборного бассейна 177 км².
В 4,2 км от устья принимает по правому берегу реку Нуж.
Исток реки у деревни Оршанка в 13 км к юго-западу от посёлка Советский. Река течёт на юг. Верхнее течение реки заселено, Шашка протекает через деревни Моторовка, Семёновка, Большой Никольский, Отары, Покровский, Озембай. В нижнем течении река втекает в ненаселённый лесной массив, где и впадает в Малый Кундыш. Единственный большой приток — Нуж. Высота устья — 103,0 м над уровнем моря.

## Данные водного реестра
По данным государственного водного реестра России относится к Верхневолжскому бассейновому округу, водохозяйственный участок реки — Волга от Чебоксарского гидроузла до города Казань, без рек Свияга и Цивиль, речной подбассейн реки — Волга от впадения Оки до Куйбышевского водохранилища (без бассейна Суры). Речной бассейн реки — (Верхняя) Волга до Куйбышевского водохранилища (без бассейна Оки).
Код объекта в государственном водном реестре — 08010400712112100001333.